# Piano sequenza
Il piano sequenza è una tecnica cinematografica che consiste nella modulazione di una sequenza attraverso una sola ripresa, senza soluzione di continuità, generalmente piuttosto lunga.
Come la profondità di campo, il piano sequenza prescinde dal montaggio, che attua un processo di sintesi eliminando tutto ciò che non serve al racconto, sfruttando la molteplicità dei piani all'interno della singola ripresa e rispettando il tempo del mondo reale. Tuttavia spesso si parla di piano sequenza erroneamente, chiamando in questo modo un'altra tecnica, il long take, a cui si fa ricorso più spesso.
Si tratta di un'opzione estetica cui diversi registi faranno riferimento dopo l'uso rivoluzionario che ne fece il regista Orson Welles in Quarto potere (1941). Verrà poi teorizzata e sviluppata in un contesto culturale differente da André Bazin, che la considerava una tecnica atta, insieme a profondità di campo e long take, a riprodurre la realtà, senza le costrizioni tipiche che venivano imposte dal découpage classico che vincolava lo spettatore a un significato e a un'emotività ben precisi. Queste teorie verranno fatte proprie dalla Nouvelle Vague.
L'espressione deriva dal francese plan-séquence (lett. "inquadratura-sequenza") e fu coniata proprio da Bazin intorno al 1950.

## Esempi notevoli
Alfred Hitchcock ha girato Nodo alla gola (1948) con dieci piani sequenza. Le bobine della macchina da presa contenevano un metraggio sufficiente per girare piani sequenza da una decina di minuti l'uno. Per simulare la continuità temporale e spaziale Hitchcock ha suturato parte dei piani sequenza tra loro sfruttando le superfici nere sopra le quali la macchina da presa capitava (schiene di personaggi, pareti, armadi, ecc.), rendendo invisibili metà dei tagli e lasciando palesi solo quattro transizioni. L'impressione che ne risulta è che il film sia girato in quattro maggiori piani sequenza.
L'infernale Quinlan  (1958) di Orson Welles si apre con uno dei piani sequenza più celebri e complessi della storia del cinema.
Il regista di film sperimentali Michael Snow nel 1967 realizza con un unico piano sequenza di 45 minuti il film Wavelength, girato in un ampio locale che la camera, immobile, inquadra all'inizio quasi completamente per poi restringersi su una foto appesa al muro che inizialmente non si notava, un'immagine di onde del mare. Lo scrittore e critico cinematografico francese Dominique Noguez inizia il suo volume Le cinema, autrement scrivendo che, parimenti al film di Snow, il suo libro sul cinema è come uno zoom in avanti.
Nel 1967 Jean-Luc Godard nel film Week-end, un uomo e una donna dal sabato alla domenica usa un piano sequenza della durata di circa 10 minuti in cui riprende una lunga coda in una strada di campagna.
Nel 1975 Michelangelo Antonioni termina il suo Professione: reporter con un piano sequenza della durata di 8 minuti circa, durante i quali la macchina da presa esce da una stanza per roteare intorno alla piazza circostante fino a quando non rientra nella stessa stanza dalla quale era uscita.
Nel 1977, con il film Una giornata particolare, Ettore Scola ha girato un piano sequenza tra i più complessi e lunghi della storia del cinema italiano: la macchina da presa dall'esterno dell'edificio entra all'interno dell'appartamento (inizio film).
Nel 1992 Robert Altman apre il film I protagonisti con un piano sequenza di ben nove minuti e mezzo durante il quale si discute di celebri piani sequenza, intervallati da zoomate attraverso le finestre all'interno degli studi dove si discute, alla maniera hollywoodiana, di cinema-produzione.
Sempre nel 1992, il regista cantonese John Woo, nel film Hard Boiled, durante la lunga sparatoria finale all'ospedale, adotta un piano sequenza di circa 2 minuti e 49 secondi, seguendo con la macchina da presa a mano i due protagonisti, Chow Yun-Fat e Tony Leung Chiu Wai; tale durata, per un piano sequenza in un film d'azione, non era stata mai adottata.
Nel 1998 Brian De Palma nel film Omicidio in diretta nella seconda scena del film usa un piano sequenza di quasi 10 minuti in un palazzetto dello sport in cui la macchina da presa segue costantemente Nicolas Cage; fu il piano sequenza con più comparse e personaggi che interagiscono mai realizzato fino a quel momento.
Nel 2002 Aleksandr Sokurov, dopo 2-3 tentativi falliti, è riuscito a girare un film realmente con un unico piano sequenza: Arca russa, girato in digitale proprio per sopperire al problema della pellicola troppo corta in un unico caricatore, è ambientato nell'Ermitage di San Pietroburgo.
Nel 2005 il regista Louis Nero gira a Torino in una sola notte un film di 124 minuti in un unico piano sequenza, il titolo è appunto Pianosequenza.
Nel 2006 Alfonso Cuarón realizza I figli degli uomini inserendo alcuni piani sequenza, fra i quali una complessa scena d'azione all'interno di un'auto della durata di quasi quattro minuti.
Nel 2008 Steve McQueen nel film Hunger realizza un piano sequenza di 17 minuti che mostra il protagonista Bobby Sands mentre parla con un sacerdote.
Nel 2009 è andato in onda il quarto episodio della serie britannica Psychoville, interamente girato in due lunghi piani sequenza, il primo di 20 minuti, il secondo di 10.
Il film del 2012 La casa muta di Gustavo Hernandèz è stato girato in un unico piano sequenza.
Nel 2013 Alfonso Cuarón realizza nella scena iniziale di Gravity un piano sequenza di ben 17 minuti, guadagnandosi il Premio Oscar al miglior regista.
Nel 2014 il regista Cary Fukunaga inserisce nell'episodio Who Goes There della serie TV True Detective un piano sequenza di 6 minuti, guadagnandosi l'Emmy Award per la miglior regia in una serie drammatica.
Sempre nel 2014 il regista Alejandro González Iñárritu dirige il film Birdman, vincitore di quattro premi Oscar tra cui miglior regia. Il regista adotta quasi per l'intera durata del film la tecnica del piano sequenza seguendo gli attori all'interno di un teatro di Broadway, tra i corridoi, le stanze e il palcoscenico. In realtà non si tratta di un'unica ripresa della durata di due ore ma di più lunghe riprese fuse insieme approfittando di assenza di luce e immagini fisse.
Nel 2015 il regista tedesco Sebastian Schipper ha realizzato il film Victoria in un unico piano sequenza ripreso dall'operatore Sturla Brandth Grøvlen, per la totalità della sua durata dalle 4:30 alle 7:00 del mattino il 27 aprile 2014 a Berlino, nei quartieri di Kreuzberg e Mitte. La sceneggiatura era composta da dodici pagine e la maggior parte dei dialoghi furono improvvisati.
Nel 2017 il regista Sam Esmail realizza l'episodio eps3.4_runtime-error.r00 della serie TV Mr. Robot utilizzando un unico piano sequenza di ben 44 minuti. In realtà non si tratta di un'unica ripresa ma di più riprese fuse insieme approfittando di alcuni artifici.
Nel 2017 David Leitch realizza Atomica bionda, contenente una complessa scena d'azione e veloci combattimenti con una decina di personaggi, anche per le scale, della durata di circa dieci minuti.
Nel 2017 Woody Harrelson dirige e interpreta Lost in London, composto da un unico piano sequenza di 100 minuti, girato a Londra e proiettato in diretta nei cinema statunitensi.
Nel 2018 il regista cinese Bi Gan dirige il film Un lungo viaggio nella notte, la cui seconda parte consiste in un lento piano-sequenza in 3D di circa 55 minuti, caratterizzato da un ritmo sognante e un'estetica onirica, in cui la macchina da presa si muove attraverso varie scenografie sia interne sia esterne.
Nel 2019 esce 1917 diretto da Sam Mendes. Il film è stato realizzato dal regista, con collaborazione del direttore della fotografia Roger Deakins, girando diverse riprese, opportunamente coreografate, e montandole al fine di comporre due lunghi piani sequenza.
Nel 2020 il regista Sam Hargrave dirige il film Tyler Rake nel quale è presente un elaborato piano sequenza di 12 minuti. La scena è realizzata assemblando vari long take, ed eliminando i tagli perché sembri un’unica sequenza priva di stacchi. Nel sequel, Tyler Rake 2, è presente un piano sequenza di circa 21 minuti. 
Nel 2020 il regista Kornél Mundruczó dirige il film Pieces of a Woman che, principalmente nelle scene iniziali, presenta un piano sequenza di 23 minuti. Il piano sequenza richiese due giorni di riprese; alla fine Mundruczó utilizzò il quarto tentativo effettuato il primo giorno.
Nel 2024 la Rai produce una puntata di Meraviglie su Pompei in cui Alberto Angela percorre quasi 3 km a piedi e in auto all'interno del parco archeologico di Pompei. La puntata è stata realizzata con un unico piano sequenza di circa 2 ore e 10 minuti. Le riprese sono state fatte con una videocamera stabilizzata che in tre momenti è stata agganciata magneticamente a un crane per realizzare le riprese dall'alto.
Nel 2025 Netflix produce una miniserie in 4 episodi realizzata interamente in piano sequenza, acclamata dalla critica e dal pubblico Adolescence.